# انام (شهر)
انام (به لاتین: Ename) یک منطقهٔ مسکونی در بلژیک است که در اودنرد واقع شده‌است.